# Бухгольц (Дітмаршен)
Бухгольц (нім. Buchholz) — громада в Німеччині, розташована в землі Шлезвіг-Гольштейн. Входить до складу району Дітмаршен. Складова частина об'єднання громад Бург-Занкт-Міхелісдонн.
Площа — 14,56 км2. Населення становить 995 ос. (станом на 31 грудня 2020).